# Rio Dăneasa (Lotru)
O Rio Dăneasa é um rio da Romênia, afluente do Lotru, localizado no distrito de Vâlcea.